# Tarcy Su

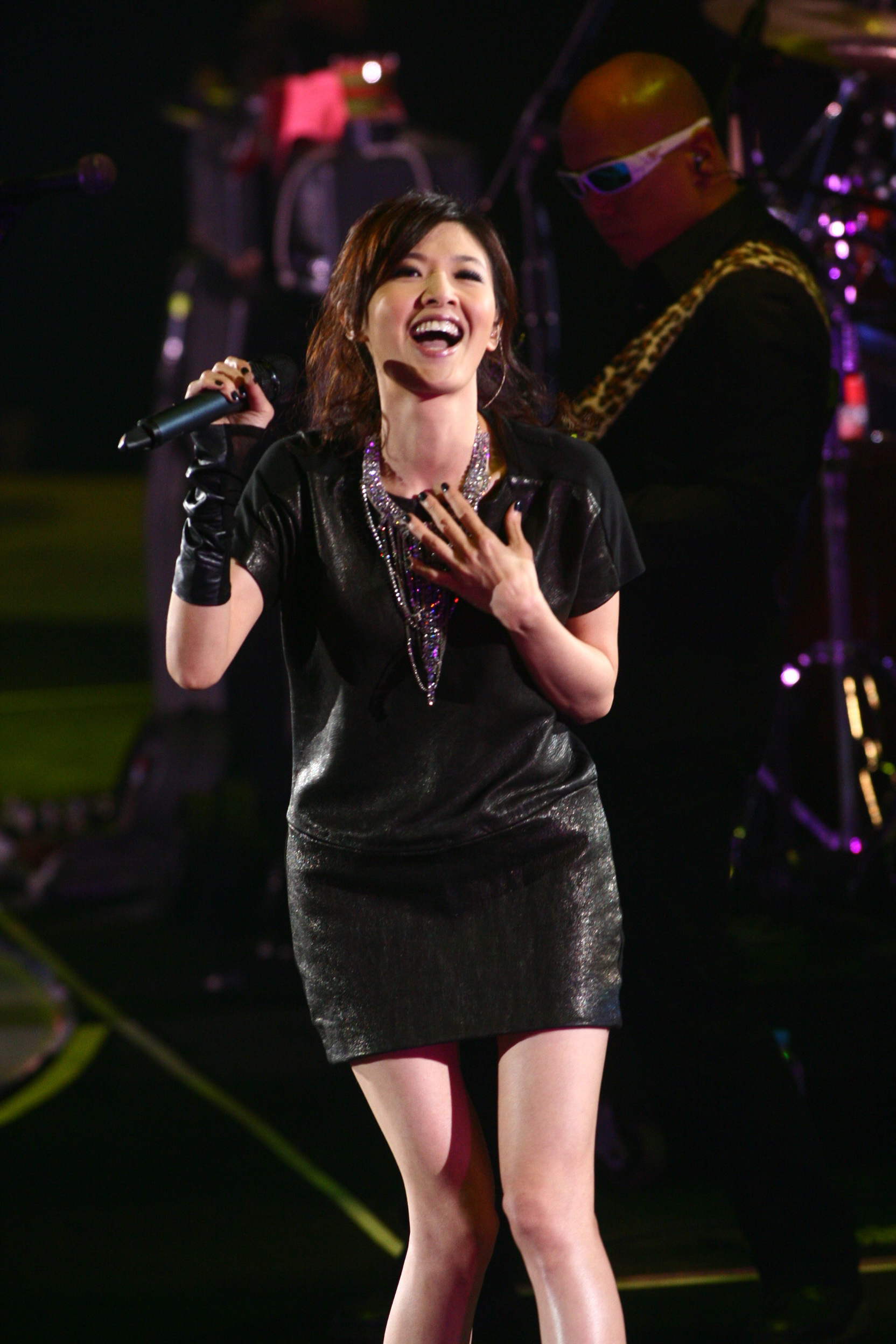
蘇慧倫 (5247940303).

Tarcy Su (nascida a 27 de outubro de 1970) é uma cantora a atriz de Taiwan.